# 孔特 (加来海峡省)
孔特（法語：Contes，法語發音：[kɔ̃t]）是法国上法蘭西大區加来海峡省的一个市镇，属于蒙特勒伊区。

## 地理
孔特（50°24'31"N, 1°57'37"E）面积7.15 平方千米，位于法国上法蘭西大區加来海峡省，该省份为法国北部沿海省份，西北濒北海，南至索姆省，东临北部省。
与孔特接壤的市镇（或旧市镇、城区）包括：奥凡、卡夫龙圣马丹、克雷夸斯河畔卢瓦松、博兰维尔、马雷斯凯勒埃克米库尔、欧班圣瓦斯特。

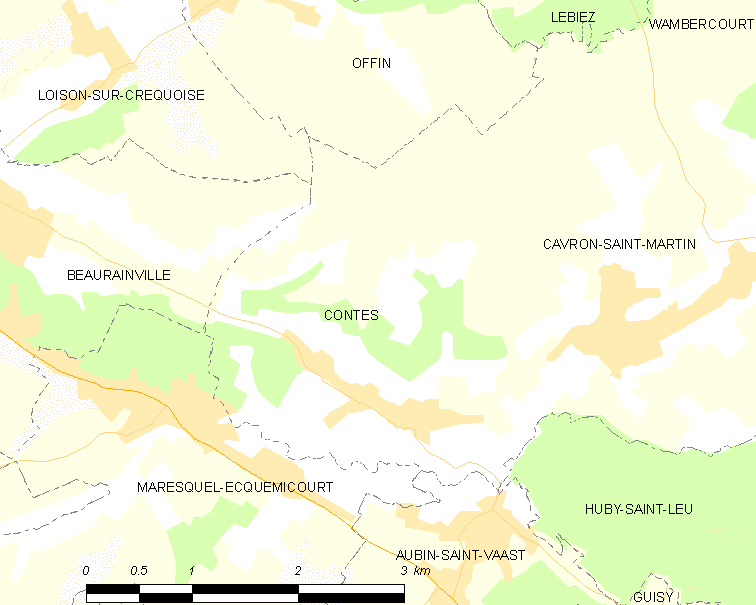
的OSM定位图

孔特的时区为UTC+01:00、UTC+02:00（夏令时）。

## 行政
孔特的邮政编码为62990，INSEE市镇编码为62236。

## 政治
孔特所属的省级选区为欧克西堡县。

## 人口

1962-2008年间人口变化图示

孔特于2022年1月1日时的人口数量为349人。